# Lista castelelor și conacelor din județul Mureș
Aceasta este o listă a castelelor din județul Mureș, cele mai multe per județ din România și anume 28:

## Castele
| #  | Imagine | Denumire                                   | Proprietar             | Localitate           | Datare                                  | Observații                  |
| -- | ------- | ------------------------------------------ | ---------------------- | -------------------- | --------------------------------------- | --------------------------- |
| 1  |         | Castelul Apor din Abuș                     | Familia Apor           | Abuș, Mureș          | 1775 - 1830                             |                             |
| 2  |         | Castelul Banffy din Gheja                  |                        | Gheja, Mureș         | înc. sec. XIX                           |                             |
| 3  |         | Castelul Bethlen din Bahnea                | Familia Bethlen        | Bahnea, Mureș        |                                         |                             |
| 4  |         | Castelul Bethlen din Boiu                  | Familia Bethlen        | Boiu, Mureș          | Epoca medievală (sec. XVII)             |                             |
| 5  |         | Castelul Bethlen din Criș                  | Familia Bethlen        | Criș, Mureș          | Epoca medievală (sec. XIV-XVIII)        | Alexius și Georgius Bethlen |
| 6  |         | Castelul Bethlen din Mădăraș               | Familia Bethlen        | Mădăraș, Mureș       | Epoca medievală (1517)                  | Alexius și Georgius Bethlen |
| 7  |         | Castelul Bethlen din Țopa                  |                        | Țopa, Mureș          | Secolul XVII                            |                             |
| 8  |         | Castelul Bornemisza din Gurghiu            | Familia Bornemisza     | Gurghiu, Mureș       |                                         |                             |
| 9  |         | Castelul Degenfeld din Cuci                | Familia Degenfeld      | Cuci, Mureș          |                                         |                             |
| 10 |         | Castelul Dózsa-Barátosi din Trei Sate      | Primăria Ghindari      | Trei Sate, Mureș     | Epoca modernă (sec. XVIII)              |                             |
| 11 |         | Castelul Eremitu                           |                        | Eremitu, Mureș       |                                         | Nu există efectiv în teren. |
| 12 |         | Castelul Haller din Mihai Viteazu          | Familia Haller         | Mihai Viteazu, Mureș | sec. XVI-XVIII                          |                             |
| 13 |         | Castelul Haller din Ogra                   | Familia Haller         | Ogra, Mureș          | Epoca medievală (sec. XVII)             |                             |
| 14 |         | Castelul Haller din Sânpaul                | Familia Haller         | Sânpaul, Mureș       | Epoca medievală (sec. XVII - XVIII)     |                             |
| 15 |         | Castelul Huszar din Apalina                |                        | Apalina, Mureș       | Epoca modernă (sec. XVIII - XIX)        |                             |
| 16 |         | Castelul Kendy-Kemény din Brâncovenești    | Kemeny Nagy Geza       | Brâncovenești, Mureș | Epoca medievală (sec. XVI)              | Transformări sec. XIX, XX.  |
| 17 |         | Castelul Kornis-Rákoczi-Bethlen din Iernut | Kornis-Rákoczi-Bethlen | Iernut, Mureș        |                                         |                             |
| 18 |         | Castelul Regal de Vânătoare din Lăpușna    |                        | Lăpușna, Mureș       |                                         |                             |
| 19 |         | Castelul Máriaffi din Sângeorgiu de Mureș  | Familia Máriaffi       | Sângeorgiu de Mureș  |                                         |                             |
| 20 |         | Castelul Pănet                             |                        | Pănet, Mureș         | Epoca modernă (mijl. sec. XVIII)        | Nu există efectiv în teren. |
| 21 |         | Castelul Pekri din Ozd                     | Familia Pekri          | Ozd, Mureș           | Epoca modernă (ante 1705; refăcut 1732) |                             |
| 22 |         | Castelul Rhédey din Sângeorgiu de Pădure   | Statul Român - MEN     | Sângiorgiu de Pădure | Epoca modernă (sec. XVIII)              |                             |
| 23 |         | Castelul Rhédey-Rothenthal din Seuca       | Rhédey-Rothenthal      | Seuca, Mureș         | Epoca modernă (sec. XVIII - XIX)        |                             |
| 24 |         | Castelul Somsics din Chendu                |                        | Chendu, Mureș        | Epoca modernă (înc. sec. XIX)           |                             |
| 25 |         | Castelul Teleki din Dumbrăvioara           | Familia Teleki         | Dumbrăvioara, Mureș  |                                         |                             |
| 26 |         | Castelul Teleki din Gornești               | Familia Teleki         | Gornești, Mureș      | Epoca modernă (1771-1778)               |                             |
| 27 |         | Castelul Tholdalagi din Corunca            | Familia Tholdalagi     | Corunca, Mureș       | Epoca medievală                         |                             |
| 28 |         | Castelul Ugron din Zau de Câmpie           | Familia Ugron          | Zau de Câmpie, Mureș |                                         |                             |